# مشهدی عباد (فیلم)
مشهدی عباد فیلمی به کارگردانی و فیلم‌نامه‌نویسی صمد صباحی محصول سال ۱۳۳۲ است.
فیلم مشهدی عباد برگرفته از نمایشنامه کمدی موزیکال به نام «اُو اُولماسین بو اُولسون» به نویسندگی اُوزِئیر حاجی‌بَیُف، آهنگساز نامدار و سرشناس اهل جمهوری آذربایجان می‌باشد که در سال ۱۹۱۳ نوشته‌است.

## خلاصهٔ داستان
مشهدی عباد پیرمرد خسیس و پولداری است که شیفتهٔ گلنار دختر رستم بیک تاجر ورشکسته است. رستم بیک حاضر می‌شود گلناز را به مشهدی عباد بدهد تا او قرض‌هایش را بپردازد، ولی گلناز جوانی به نام سرور را دوست دارد. مشهدی عباد موفق می‌شود که سرور را از سر راه خود بردارد و مراسم ازدواجش را تدارک ببیند. اما در مراسم عروسی سرور ترتیبی می‌دهد که مشهدی عباد از ازدواج با گلناز منصرف شده و تمام دیون رستم بیک را نیز بپردازد.

## بازیگران
- اصغر تفکری
- فتانه
- معصومه خاکیار
- جواد تقدسی
- نجفی
- بهمن
- تقی ظهوری
- علی تابش
- برات‌لو
- رضا کریمی
- محسن فرید

## موسیقی
- رهبر ارکستر: عادل آخوندزاده
- خوانندگان: فتانه و فاطمه زرگری
- نوازندگان تار: علی دادستان‌پور و سیف‌الله ابراهیم‌زاده
- نوازندگان کمانچه: رضا رضازاده و مظفر گلشنی
- نوازنده قره‌نی: عطا خرمی
- نوازنده دف: نوروز فضل‌الله